# Perú en la Copa América 1991
La selección del Perú fue uno de los diez equipos participantes en la Copa América 1991. Dicho torneo se desarrolló en Chile entre el 6 de julio y el 21 de julio de 1991.  

## Participación

### Primera fase
| Equipo    | Pts | PJ | PG | PE | PP | GF | GC | Dif |
| --------- | --- | -- | -- | -- | -- | -- | -- | --- |
| Argentina | 8   | 4  | 4  | 0  | 0  | 11 | 3  | +8  |
| Chile     | 6   | 4  | 3  | 0  | 1  | 10 | 3  | +7  |
| Paraguay  | 4   | 4  | 2  | 0  | 2  | 7  | 8  | –1  |
| Perú      | 2   | 4  | 1  | 0  | 3  | 9  | 9  | 0   |
| Venezuela | 0   | 4  | 0  | 0  | 4  | 1  | 15 | –14 |

| 6 de julio | Paraguay   | 1:0 (1:0) | Perú | Estadio Nacional, Santiago                                         |                                                                    |
|            | Monzón 21' |           |      | Asistencia: 45 000 espectadores Árbitro(s): Óscar Ortubé (Bolivia) | Asistencia: 45 000 espectadores Árbitro(s): Óscar Ortubé (Bolivia) |

| 8 de julio | Chile                                                | 4:2 (1:0) | Perú                        | Estadio Municipal, Concepción                                         |                                                                       |
|            | Rubio 16' · Contreras 51' (pen.) · Zamorano 61', 74' |           | 59' Maestri · 71' Del Solar | Asistencia: 35 000 espectadores Árbitro(s): Ernesto Filippi (Uruguay) | Asistencia: 35 000 espectadores Árbitro(s): Ernesto Filippi (Uruguay) |

| 12 de julio | Perú                                                              | 5:1 (2:1) | Venezuela            | Estadio Nacional, Santiago                                               |                                                                          |
|             | La Rosa 9', 55' · Cavallo 21' (a.g.) · Del Solar 58' · Hirano 62' |           | 14' (a.g.) Del Solar | Asistencia: 5000 espectadores Árbitro(s): Armando Pérez Hoyos (Colombia) | Asistencia: 5000 espectadores Árbitro(s): Armando Pérez Hoyos (Colombia) |

| 14 de julio | Argentina                               | 3:2 (1:1) | Perú                          | Estadio Nacional, Santiago                                         |                                                                    |
|             | Latorre 3' · Craviotto 51' · García 57' |           | 35' (pen.) Yáñez · 65' Hirano | Asistencia: 80 000 espectadores Árbitro(s): Óscar Ortubé (Bolivia) | Asistencia: 80 000 espectadores Árbitro(s): Óscar Ortubé (Bolivia) |

## Posición final
| Equipo | Equipo  | Pts | PJ | PG | PE | PP | GF | GC | Dif |
| ------ | ------- | --- | -- | -- | -- | -- | -- | -- | --- |
| 7      | Ecuador | 3   | 4  | 1  | 1  | 2  | 6  | 5  | +1  |
| 8      | Perú    | 2   | 4  | 1  | 0  | 3  | 9  | 9  | 0   |
| 9      | Bolivia | 2   | 4  | 0  | 2  | 2  | 2  | 7  | −5  |